# Gurten (Autriche)
Pour les articles homonymes, voir Gurten.
Gurten est une commune autrichienne du district de Ried im Innkreis en Haute-Autriche.